# Adrianna Bernadotte
Adrianna Bernadotte (szw. Adrienne Josephine Alice; ur. 9 marca 2018 w Danderyd) – księżniczka Szwecji, księżna Blekinge, wnuczka króla Szwecji, Karola XVI Gustawa. Jest trzecim dzieckiem księżnej Hälsinglandu i Gästriklandu, Magdaleny Bernadotte, oraz jej męża, Christophera O’Neilla. Obecnie zajmuje dwunaste miejsce w linii sukcesji do szwedzkiego tronu – za swoim starszym bratem – Mikołajem.

## Życiorys

### Narodziny i chrzest
Urodziła się 9 marca 2018 roku o godzinie 00.41 w Danderyd jako trzecie dziecko Christophera O'Neilla oraz jego żony, księżnej Hälsinglandu i Gästriklandu, Magdaleny Bernadotte, najmłodszej córki króla Szwecji, Karola XVI Gustawa. W dniu urodzin ważyła 3.46 kilogramów i mierzyła 50 centymetrów. Jej ojciec był obecny przy porodzie.
Trzy dni po narodzinach księżniczki, 12 marca 2018 roku, w kaplicy Pałacu Królewskiego w Sztokholmie odbyło się uroczyste nabożeństwo (Te Deum) z okazji jej przyjścia na świat. Tego samego dnia, w czasie posiedzenia szwedzkiego rządu, jej dziadek, Karol XVI Gustaw ogłosił, że dziewczynka otrzymała imiona Adrianna Józefina Alicja (szw. Adrienne Josephine Alice) oraz tytuł księżnej Blekinge. Drugie imię, Józefina, otrzymała po swojej prababce ze strony ojca, Josephine Cesario, natomiast imię Alicja – po prababce ze strony matki, Alice de Soares de Toledo.
Została ochrzczona w wierze luterańskiej  8 czerwca 2018 roku w pałacu Drottnigholm. W dniu chrztu Adrianny jej rodzice obchodzili swoją piątą rocznicę ślubu. Rodzicami chrzestnymi dziewczynki zostali: Anouska d'Abo, Coralie Charriol Paul, Nader Panahpour Friherre, Gustav Thott, Charlotte Kreuger Cederlund oraz Natalie Werner.
Została ochrzczona w szatce chrzcielnej, która była po raz pierwszy noszona przez jej pradziadka, Gustawa Adolfa Bernadotte, kiedy został ochrzczony w 1906 roku. Imię i datę chrztu dodano do sukni. Zgodnie z tradycją zapoczątkowaną na chrzcie jej ciotki została ochrzczona wodą pochodzącą z drugiej co do wielkości szwedzkiej wyspy – Olandii. Ceremonii chrztu przewodniczyła pierwsza w historii kobieta-prymas Kościoła Szwecji, arcybiskup Uppsali, Antje Jackelén. Tego samego dnia została odznaczona przez swojego dziadka, Karola XVI Gustawa, Królewskim Orderem Serafinów.
Ma dwoje rodzeństwa – Eleonorę (ur. 20 lutego 2014) i Mikołaja (ur. 15 czerwca 2015).

### Młodość
We wrześniu 2018 dwór potwierdził, że rodzina O'Neill przeprowadziła się do Miami w Stanach Zjednoczonych.
7 października 2019 na mocy dekretu króla Szwecji Adrianna utraciła predykat Jej Królewskiej Wysokości i przestała być członkinią szwedzkiego domu królewskiego (ale pozostała członkinią szwedzkiej rodziny królewskiej, zachowała tytuły księżniczki Szwecji i księżnej Blekinge oraz miejsce w linii sukcesji tronu). Król Karol XVI Gustaw chciał w ten sposób uregulować, kto z jego potomków będzie reprezentował go w oficjalnych wystąpieniach – ograniczył liczbę tych osób do swoich dzieci, zięcia, synowej i dzieci najstarszej córki. Księżniczka Magdalena skomentowała decyzję ojca jako planowaną od dawna i dającą jej dzieciom więcej możliwości.

## Tytulatura
20 lutego 2014 – 6 października 2019: Jej Królewska Wysokość księżniczka Adrianna, księżna Blekinge
od 7 października 2019: Księżniczka Adrianna, księżna Blekinge

## Genealogia
| Pradziadkowie                          | Paul O'Neill ∞ Josephine Cesario                                     | Paul O'Neill ∞ Josephine Cesario                                     | Otto Walter ∞ Maria Michi                                            | Otto Walter ∞ Maria Michi                                            | Gustaw Adolf Bernadotte (1906-1947) ∞ Sybilla Koburg (1908–1972)            | Gustaw Adolf Bernadotte (1906-1947) ∞ Sybilla Koburg (1908–1972)            | Walther Sommerlath (1901–1990) ∞ Alice Soares de Toledo (1906–1997)         | Walther Sommerlath (1901–1990) ∞ Alice Soares de Toledo (1906–1997)         |
| Dziadkowie                             | Paul O'Neill (1926-2004) ∞ Eva Maria Walter (ur. 1940)               | Paul O'Neill (1926-2004) ∞ Eva Maria Walter (ur. 1940)               | Paul O'Neill (1926-2004) ∞ Eva Maria Walter (ur. 1940)               | Paul O'Neill (1926-2004) ∞ Eva Maria Walter (ur. 1940)               | Król Szwecji Karol XVI Gustaw (ur. 1946) ∞1976 Sylwia Sommerlath (ur. 1943) | Król Szwecji Karol XVI Gustaw (ur. 1946) ∞1976 Sylwia Sommerlath (ur. 1943) | Król Szwecji Karol XVI Gustaw (ur. 1946) ∞1976 Sylwia Sommerlath (ur. 1943) | Król Szwecji Karol XVI Gustaw (ur. 1946) ∞1976 Sylwia Sommerlath (ur. 1943) |
| Rodzice                                | Christopher O'Neill (ur. 1974) ∞2013 Magdalena Bernadotte (ur. 1982) | Christopher O'Neill (ur. 1974) ∞2013 Magdalena Bernadotte (ur. 1982) | Christopher O'Neill (ur. 1974) ∞2013 Magdalena Bernadotte (ur. 1982) | Christopher O'Neill (ur. 1974) ∞2013 Magdalena Bernadotte (ur. 1982) | Christopher O'Neill (ur. 1974) ∞2013 Magdalena Bernadotte (ur. 1982)        | Christopher O'Neill (ur. 1974) ∞2013 Magdalena Bernadotte (ur. 1982)        | Christopher O'Neill (ur. 1974) ∞2013 Magdalena Bernadotte (ur. 1982)        | Christopher O'Neill (ur. 1974) ∞2013 Magdalena Bernadotte (ur. 1982)        |
| Adrianna Bernadotte (ur. 9 marca 2018) |                                                                      |                                                                      |                                                                      |                                                                      |                                                                             |                                                                             |                                                                             |                                                                             |